# Вільгельм Брауель
Вільгельм Брауель (нім. Wilhelm Brauel; 17 вересня 1914, Гамбург — 1 вересня 2002) — німецький офіцер-підводник, капітан-лейтенант крігсмаріне. Кавалер Німецького хреста в золоті.

## Біографія
9 жовтня 1937 року вступив на флот. З 16 серпня 1943 по 25 червня 1944 року — командир підводного човна U-256, на якому здійснив 3 походи (разом 106 днів у морі), з 28 червня по 12 жовтня 1944 року — U-92, на якому здійснив 2 походи (разом 47 днів у морі), з 23 березня по 23 квітня 1945 року — U-3530, з 24 квітня по 9 травня 1945 року — U-975.
Всього за час бойових дій потопив 2 кораблі загальною водотоннажністю 2925 тонн.
| Дата           | Назва корабля                        | Тип                | Тоннаж | Екіпаж | Загинули | Країна             | Конвой |
| -------------- | ------------------------------------ | ------------------ | ------ | ------ | -------- | ------------------ | ------ |
| 20 лютого 1944 | HMS Woodpecker (U08)                 | Шлюп               | 1,300  | ?      | 0        | Британська імперія | ON-224 |
| 27 серпня 1944 | USS LST-327 (невиправно пошкоджений) | Десантний корабель | 1,625  | 100    | 22       | США                |        |

## Звання
- Кандидат в офіцери (9 жовтня 1937)
- Фенріх-цур-зее (1 квітня 1939)
- Оберфенріх-цур-зее (1 березня 1940)
- Лейтенант-цур-зее (1 травня 1940)
- Оберлейтенант-цур-зее (1 жовтня 1942)
- Капітан-лейтенант (1 квітня 1945)

## Нагороди
- Нагрудний знак мінних тральщиків (1941)
- Залізний хрест
  - 2-го класу (1942)
  - 1-го класу (1943)
- Нагрудний знак підводника (7 травня 1943)
- Німецький хрест в золоті (28 березня 1944)